# Olesia Platonova
Olesia Platonova (13 marzo 2001) è una sincronetta russa.

## Palmarès
- Europei

Budapest 2020: oro nel duo misto libero.
- Mondiali

Singapore 2025: argento nel duo misto libero.